# Американська історія жаху: 1984
«Американська історія жаху: 1984» (англ. American Horror Story: 1984) —  дев'ятий сезон американського телесеріалу-антології «Американська історія жаху», створений для телеканалу FX Раяном Мерфі і Бредом Фелчаком. Його прем'єра відбулася 18 вересня 2019 року. Джерелом натхнення для дев'ятого сезону послужили такі класичні слешери, як «П'ятниця, 13-е» та «Хелловін». Дія серіалу розгортається в 1984 році в літньому таборі «Редвуд», який тероризує серійний вбивця.

У цьому сезоні знялися Емма Робертс, Біллі Лурд, Леслі Гроссман, Коді Ферн, Джон Керролл Лінч, Леслі Джордан, Таня Кларк, Лілі Рейб, Ділан Макдермотт і Фінн Віттрок, які вже з'являлися в попередніх сезонах серіалу-антології. Список новачків, які приєдналися до дев'ятого сезону, включає Меттью Моррісона, Ґаса Кенворді, Анжеліку Росс і Зака Віллу. 
«1984» став першим сезоном «Американської історії жахів», в якому не з'явилися «ветерани» шоу Еван Пітерс і Сара Полсон.

## Сюжет
Влітку 1984 року п'ятеро друзів залишають Лос-Анджелес, щоб працювати вожатими в таборі «Редвуд». Звикаючи до своєї нової роботи, вони починають розуміти: єдине, що страшніше розповідей біля вогнища  — це минуле, що переслідує тебе.

## Акторський склад

### Основний склад
- Емма Робертс — Брук Томпсон, студентка, яка знаходить нових друзів і вирішує провести з ними літо в таборі «Редвуд»[2],[3],[4]
- Біллі Лурд — Монтана Дюк, єдина дівчина в хлопчачій групі Ксав'є, поки туди не приєдналась Брук[5],[3],[4]
- Леслі Гроссман — Маргарет Бут, власниця табора «Редвуд», яка раніше стала жертвою різні (у цьому ж таборі) в 1970-му році[5],[3],[4]
- Коді Ферн — Ксав'є Плімптон, інструктор з аеробіки, який пропонує поїхати вожатими в табір своїм друзям[5],[3],[4]
- Меттью Моррісон — Тревор Кірхнер, директор розважальних заходів в таборі «Редвуд» і коханець Монтани[5],[3],[4]
- Ґас Кенворді — Чет Кленсі, гімнаст, у минулому був членом Олімпійської збірної; за сумісництвом — любовний інтерес Брук[2],[3],[4]
- Джон Керролл Лінч — Бенджамін Ріхтер / «містер Джінглс», злочинець і вбивця, який колекціонує вуха своїх жертв; лікувався у спеціальному закладі, звідки втік[5],[3],[4]
- Анжеліка Росс — Донна «Ріта» Чемберс, медсестра в таборі «Редвуд» та аспірант психології[6],[3],[4]
- Зак Вілла — Річард Рамірес, серійний вбивця, який переслідує Брук і стає союзником власниці табору Маргарет[5],[3],[4]

### Другорядний склад
- ДеРон Гортон — Рей Пауелл, санітар, вожатий в таборі «Редвуд»[5],[4]
- Орла Брейди — доктор Карен Гоппл, глава психіатричної лікарні, з якої втік Бенджамін[7]
- Лу Тейлор Пуччі — Джонас Шевур, привид вожатого, вбитого в 1970 році в таборі «Редвуд»[8]
- Емма Мейзел — Мідж, одна з жертв містера Джінглса
- Кет Солко — Гелен, одна з жертв містера Джінглса
- Конор Донналлі — Едді, одна з жертв містера Джінглса
- Шон Ліанг — один з групи хлопців, які переодягнулись містером Джінглсом, щоб лякати мешканців табору
- Леслі Джордан — Кортні, помічник Маргарет
- Лілі Рейб — Лавінія Ріхтер, мати Бенджаміна[9]
- Ділан Макдермотт — Брюс, автостопщик-вбивця[10]

### Запрошені актори
- Мітч Піледжі — Арт, колега доктора Гоппл[7]
- Дон Суейзі — Рой, власник заправки біля табору «Редвуд»[11]
- Тара Карзіан — шеф Берті, повариха в таборі «Редвуд»
- Тодд Стешвік — Блейк, колишній агент Ксав'є
- Стівен Калп — містер Томпсон, батько Брук
- Спенсер Невілл — Джоі Кавана, колишній наречений Брук
- Дріма Вокер — Ріта, медсестра в таборі «Редвуд», її особистість викрала Донна
- Марк Догерті — Чан, один із юнаків, який хотів приєднатись до братства Омега XI, членом якого бул Рей
- Тім Расс — Девід Чемберс, батько Донни
- Річард Ганн — заступник шерифа, який вів слідство у справі вбивств в таборі «Редвуд»
- Нік Чінланд — тюремщик
- Таня Кларк — Лоррейн Ріхтер, дружина Бенджаміна в 1989 році
- Івонн Зіма — Ред, фанатка Раміреса
- Ерік Стейвс — Дастін, орнітолог, який приїхав у табір «Редвуд» в 1989 році
- Коннор Кейн — молодий Бенджамін в 1948 році
- Стефані Блек — Стейсі, письменниця з «National Enquirer», яка збирала матеріали про вбивства в таборі «Редвуд»
- Фінн Віттрок — Боббі Ріхтер, син Бенджаміна та Лоррейн[12]

## Епізоди
Див. також: Список епізодів телесеріалу «Американська історія жаху»
| Номер серії | Номер серії у сезоні | Назва серії                   | Режисер(и)   | Сценарист(и)              | Оригінальний показ | Код серії | Глядачі США (у мільйонах) |
| ----------- | -------------------- | ----------------------------- | ------------ | ------------------------- | ------------------ | --------- | ------------------------- |
| 95          | 1                    | «Табір Редвуд» «Camp Redwood» | Бредлі Букер | Раян Мерфі та Бред Фелчак | 18 вересня 2019    | 9ATS01    | 2,13                      |

У 1984 році в Лос-Анджелесі на Брук Томпсон нападає Нічний Сталкер, після чого дівчина вирішує виїхати з міста і стати вожатою в літньому таборі «Редвуд» разом зі своїми новими друзями з групи танцювальної аеробіки. По дорозі вони збивають пішохода. Група забирає його з собою і приводить пораненого в лазарет табору, де про нього піклується медсестра Ріта. Маргарет Бут, власниця табору, знайомиться з вожатими і проводить для них екскурсію по території. Увечері біля багаття вожаті дізнаються від Ріти, що в 1970 році прибиральник Бенджамін Ріхтер на прізвисько містер Джінглс влаштував в «Редвуд» різанину. Маргарет розповідає, що вона була єдиною, хто вижив в ту ніч. У лазареті Брук виявляє труп хлопця, вбитого містером Джінглс, але інші вожаті їй не вірять, тому що не знаходять ні тіла, ні Ріхтера.
| Номер серії | Номер серії у сезоні | Назва серії                    | Режисер(и)    | Сценарист(и) | Оригінальний показ | Код серії | Глядачі США (у мільйонах) |
| ----------- | -------------------- | ------------------------------ | ------------- | ------------ | ------------------ | --------- | ------------------------- |
| 96          | 2                    | «Містер Джінглс» «Mr. Jingles» | Джон Дж. Грей | Тім Майнір   | 25 вересня 2019    | 9ATS02    | 1,49                      |

Доктор Карен Гоппл повідомляє Маргарет про втечу Ріхтера з психіатричної лікарні, але вона не збирається відмовлятися від планів відкрити табір. Брук розповідає Монтані про своє весілля рік тому, коли її наречений Джозеф вбив боярина, батька Брук, після чого застрелився сам. Намагаючись втішити Брук, Монтана цілує її, чим шокує дівчину. Ксав'є шантажує людину на ім'я Блейк, який хоче знову змусити його знятися в гей-порно, однак Ксав'є пропонує замінити себе Тревором. Ріхтер вбиває Блейка, який підглядає за Тревором в душовій. Нічний Сталкер переслідує Брук, але їй вдається втекти. Переслідуючи Брук, Нічний Сталкер стикається з пораненим хлопцем і вбиває його, але той загадковим чином воскресає. Вожаті знаходять труп Блейка з відрізаним вухом і здогадуються, що це містер Джінглс повернувся в табір, і тепер полює на них. Маргарет знайомиться з Річардом Рамірес і просить його вбити містера Джінглса. Вожаті збираються втекти з табору і, розділившись на дві групи, відправляються на пошуки ключів від машини та мотоцикла. Маргарет знаходить пораненого хлопця і розуміє, що він є примарою вожатого з 1970 року. Групи, очолювані Тревором і Рітою, шукають ключі від транспорту, коли в двері обох будиночків починає хтось ломитися.
| Номер серії | Номер серії у сезоні | Назва серії                       | Режисер(и)  | Сценарист(и) | Оригінальний показ | Код серії | Глядачі США (у мільйонах) |
| ----------- | -------------------- | --------------------------------- | ----------- | ------------ | ------------------ | --------- | ------------------------- |
| 97          | 3                    | «Танець з різаниною» «Slashdance» | Мері Вігмор | Джеймс Вонг  | 2 жовтня 2019      | 9ATS03    | 1,34                      |

На групу Ріти в медпункті нападає Рамірес, і вожаті вирішують розділитися, щоб збільшити свої шанси на виживання. Нічний Сталкер, зрештою, вривається в будиночок і нападає на Рея, але Чет рятує його, і вони біжать до машини. По дорозі вони падають в яму з дерев'яними киями, один з яких пронизує Чету плече. Рей зізнається Чету про інцидент в коледжі під час посвяти новачків, в результаті якого він став винуватцем смерті одного зі студентів, і залишає Чета помирати. Переслідувачі групи Тревора виявляються групою жартівників, що вбралися в костюми містера Джінглса в честь річниці різанини 1970 року. Обох любителів розіграшів вбиває справжній Джінглс, а Тревор, Монтана і Ксав'є в цей час тікають. Брук і Ріта добираються до парковки, після чого Брук збирається їхати на машині і викликати поліцію. Однак Ріта уколює їй транквілізатор і відтягує в кущі. З'ясовується, що насправді за медсестру Ріту видає себе Донна Чамберс, психолог, яка одержима вивченням серійних вбивць, і це вона організувала втечу Ріхтера з психлікарні. У будиночку з човнами містер Джінглс вбиває справжню Ріту, особу якої вкрала Донна. Ксав'є і Тревор знаходять Чета і рятують його, але помічають поруч з собою містера Джінглса. Тревор зіштовхує його в яму, після чого розуміє, що це був черговий наслідувач маніяка. На парковці Монтану і Рея зустрічає Рамірес. Злякавшись, Рей їде на мотоциклі, але містер Джінглс обезголовлює його прямо на ходу. Монтана цілується з Річардом.
| Номер серії | Номер серії у сезоні | Назва серії                      | Режисер(и)     | Сценарист(и) | Оригінальний показ | Код серії | Глядачі США (у мільйонах) |
| ----------- | -------------------- | -------------------------------- | -------------- | ------------ | ------------------ | --------- | ------------------------- |
| 98          | 4                    | «Справжні вбивці» «True Killers» | Дженніфер Лінч | Джей Бітті   | 9 жовтня 2019      | 9ATS04    | 1,29                      |

У флешбеках показано, що Монтана і Рамірес стали коханцями після знайомства на заняттях з аеробіки. Монтана найняла Раміреса вбити Брук, щоб помститися за смерть свого брата Сема, який був боярином на весіллі Брук, і якого застрелив її наречений Джозеф з ревнощів та підозри у зраді. В теперішньому часі Ксав'є приходить в їдальню до Берті, поварихи табору, але Ріхтер теж вирішує прийти сюди. Ріхтер помічає Ксав'є і закриває хлопця в увімкненій духовці, однак смертельно поранена Берті спромоглась доповзти до пічки і відкрити її, завдяки чому рятує Ксав'є від погибелі. У хлопця сильні опіки, Берті просить закінчити її муки і з почуття жалю він її добиває. Тим часом Брук потрапляє в сплетену пастку, влаштовану Донною. Рамірес за допомогою Монтани знаходить Брук, але з'являється Ріхтер і починає з ним бійку. Містер Джінглс перемагає і насаджує Раміреса на загостену гілку дерева. Скориставшись метушнею, Брук тікає. Ріхтер приходить до Маргарет, яка зізнається, що насправді саме вона в 1970 році вбила всіх вожатих за те, що вони насміхалися над нею, а тоді підставила його. Через це Ріхтер, звинувачений у вбивствах, був підданий електрошоковій терапії в психіатричній лікарні, в результаті чого втратив спогади про ті часи. Маргарет кілька разів стріляє в Ріхтера. Почувши постріли, на допомогу прибігає Тревор, але Маргарет вбиває його і відрізає вухо, щоб звалити провину на містера Джінглса. Ксав'є знаходить Брук, після чого до них приєднуються Чет, Монтана та Маргарет, яка бреше, що Ріхтер вбив Тревора. Тим часом Донна стає свідком того, як Рамірес воскресає з мертвих.
| Номер серії | Номер серії у сезоні | Назва серії                    | Режисер(и)           | Сценарист(и) | Оригінальний показ | Код серії | Глядачі США (у мільйонах) |
| ----------- | -------------------- | ------------------------------ | -------------------- | ------------ | ------------------ | --------- | ------------------------- |
| 99          | 5                    | «Червоний світанок» «Red Dawn» | Гвінет Гордер-Пейтон | Ден Дворкін  | 16 жовтня 2019     | 9ATS05    | 1,09                      |

У 1980 році Донна виявляє, що її батько протягом усього життя був серійним маніяком і вбивав молодих жінок. Будучи психологом, Донна обіцяє вилікувати батька, але той на її очах зводить рахунки з життям. В теперішньому часі Рамірес пояснює Донні, що він був відроджений сатаною і тепер знає про все, що зробила Донна. Тим часом Маргарет пропонує Чету переплисти на човні на інший берег озера за допомогою, і він неохоче погоджується піти з нею. На середині озера Маргарет розкриває правду хлопцю про свої наміри і вбиває його. Донна знаходить Ксав'є і Монтану і зізнається, що саме вона звільнила Ріхтера і привела його в табір. Оскаженілий Ксав'є починає гнатися за нею із сокирою. Вона ховається в медпункті, де стикається з Ріхтером і просить вбити її, щоб позбавитись від провини за те, що сталося; але він відмовляється. Ріхтер вистежує Маргарет, кидає їй під ноги в'язку ключів і починає душити. Ксав'є розстрілює Ріхтера з лука не даючи можливості пояснити ситуацію, але Маргарет замість вдячності за спасіння її життя вбиває Ксав'є. З'являється Рамірес і за допомогою сатани воскрешає Ріхтера. Брук стикається з привидом Рея, ховається з ним в їдальні і займається сексом; вона розуміє, що Рей мертвий, коли знаходить в холодильнику його відрубану голову. Брук повертається до Монтани, яка нападає на неї і зізнається, що найняла Раміреса, щоб помститися за смерть брата. Сходить сонце, в табір прибувають діти, які з жахом бачать, як Брук добиває Монтану. Поліція бере Брук під арешт, і Маргарет підставляє дівчину, звинувачуючи її в смерті всіх вожатих табору. Рамірес і Ріхтер викрадають поліцейську машину і направляються в Лос-Анджелес.
| Номер серії | Номер серії у сезоні | Назва серії                | Режисер(и)    | Сценарист(и)              | Оригінальний показ | Код серії | Глядачі США (у мільйонах) |
| ----------- | -------------------- | -------------------------- | ------------- | ------------------------- | ------------------ | --------- | ------------------------- |
| 100         | 6                    | «Епізод 100» «Episode 100» | Лоні Перістер | Раян Мерфі та Бред Фелчак | 23 жовтня 2019     | 9ATS06    | 1,35                      |

У 1985 році, через рік після подій в таборі «Редвуд», Ріхтер, втомлений від нескінченних вбивств Раміреса, здає його розлюченому натовпу, а сам ховається. Чотири роки по тому примари Монтани і Ксав'є продовжують вбивати всіх, хто опиняється на території табору. Це не подобається примарі Рея, який змушений прибирати за ними. Тим часом Маргарет стала магнатом в сфері нерухомості і скуповує будинки з темним минулим. Вона одружена з Тревором, якому вдалося вижити після її нападу. Тревор вирішив приховати правду про різанину в таборі і за допомогою шантажу одружився з Маргарет, щоб не свідчити проти неї в суді. Маргарет вирішує провести в таборі «Редвуд» музичний фестиваль за участі Біллі Айдола. Про це дізнається Ріхтер, який нині мирно живе на Алясці c дружиною Лоррен і сином Боббі. Одного разу він повертається додому після роботи і виявляє тіло дружини, убитої Раміресом, який вибрався з в'язниці за допомогою сатани. Ріхтер віддає Боббі сестрі своєї дружини і направляється в «Редвуд», щоб прикінчити Раміреса. Тим часом у в'язниці кат в масці страчує Брук за допомогою смертельної ін'єкції. У морзі з'ясовується, що за ката себе видавала Донна, яка робить Брук укол адреналіну і рятує їй життя.
| Номер серії | Номер серії у сезоні | Назва серії                         | Режисер(и)     | Сценарист(и)  | Оригінальний показ | Код серії | Глядачі США (у мільйонах) |
| ----------- | -------------------- | ----------------------------------- | -------------- | ------------- | ------------------ | --------- | ------------------------- |
| 101         | 7                    | «Леді в білому» «The Lady in White» | Ліз Фрідлендер | Джон Дж. Грей | 30 жовтня 2019     | 9ATS07    | 1,05                      |

У 1948 році в таборі «Золота зірка» малий Ріхтер втрачає з уваги молодшого брата Боббі, який гине на озері під гвинтом моторного човна. Мати Ріхтера Лавінія звинувачує його в смерті Боббі. У 1989 році Ріхтер повертається в табір «Редвуд» і стикається з примарами вожатих, які нарікають на те, що їх тероризує привид невідомої жінки в білій нічній сорочці. Ріхтер пояснює, що цей привид — Лавінія, його мати, яку він був змушений вбити з метою самооборони в 1948 році. Ріхтер зустрічається з матір'ю, яка дає зрозуміти, що саме вона підштовхнула Маргарет до скоєння вбивств в 1970 році, щоб змусити Ріхтера відповісти за смерть Боббі. Тим часом Донна відводить Брук на роллердром, щоб відпочити і покататися на роликових ковзанах. Вони знайомляться з чоловіком на ім'я Брюс. Після того, як Брюс лагодить їх машину, вони погоджуються підвезти його, але потім висаджують на шосе після того, як він зізнається, що знає Донну, а потім вбиває поліцейського, який зупинив машину для перевірки документів. Брюс переслідує дівчат на викраденій машині і загрожує вбити, але їм вдається перехитрити маніяка і втекти від нього. У таборі «Редвуд» Рамірес вбиває Лімаля, лідера групи Kajagoogoo, і всіх його музикантів, які прибули на фестиваль Маргарет. За порадою матері Ріхтер вчиняє самогубство, щоб стати примарою і помститися Раміресу.
| Номер серії | Номер серії у сезоні | Назва серії                              | Режисер(и)           | Сценарист(и) | Оригінальний показ | Код серії | Глядачі США (у мільйонах) |
| ----------- | -------------------- | ---------------------------------------- | -------------------- | ------------ | ------------------ | --------- | ------------------------- |
| 102         | 8                    | «Спочивай по шматочках» «Rest in Pieces» | Гвінет Гордер-Пейтон | Адам Пенн    | 6 листопада 2019   | 9ATS08    | 1,05                      |

Незадовго до Гелловіна Брюс прибуває до табору «Редвуд», де збиває машиною примару Ріхтера, який влаштував сутичку з Раміресом. Брюс представляється Нічному Сталкеру його затятим фанатом і пропонує йому свою допомогу в усуненні Ріхтера. З Донною і Брук знайомиться журналістка газети National Enquirer Стейсі Філіпс, яка впізнає справжні особистості дівчат. Вони беруть її з собою в табір «Редвуд». Брук обіцяє розповісти Стейсі правдиву історію про різанину в таборі, але потай збирається вбити її. Донна зупиняє Брук і переконує зосередитися на Маргарет. Стейсі біжить, однак дорогою журналістку вбивають Брюс і Рамірес. Маргарет розкриває Брюсу і Раміресу свій план перебити на фестивалі всіх музикантів (крім Біллі Айдола). Тревор зізнається в любові примарі Монтани і планує накласти на себе руки, щоб приєднатися до неї, але вона відштовхує його, вважаючи себе винною через її стосунки з Раміресом. Мертві вожаті, розгнівані вбивствами Ріхтера, ловлять його і пов'язують, він просить дозволу вбити Раміреса, але вони відмовляються дати йому таку можливість. Привид Боббі з'являється і тягне Ріхтера в озеро. Ріхтер приходить до свідомості поряд з Боббі і Лавінією, які просять його залишитися з ними.
| Номер серії | Номер серії у сезоні | Назва серії                     | Режисер(и)    | Сценарист(и) | Оригінальний показ | Код серії | Глядачі США (у мільйонах) |
| ----------- | -------------------- | ------------------------------- | ------------- | ------------ | ------------------ | --------- | ------------------------- |
| 103         | 9                    | «Дівчина в фіналі» «Final Girl» | Джон Дж. Грей | Крістал Ліу  | 13 листопада 2019  | 9ATS09    | 1,08                      |

У 2019 дорослий син Ріхтера Боббі прибуває до табору «Редвуд», маючи намір дізнатися, що трапилося з його батьком. Тільки на смертному одрі тітка повідомила Боббі про його походження, а до цього він все своє життя отримував анонімні чеки від невідомого благодійника. У таборі Боббі знайомиться з Монтаною і Тревором, які пояснюють, що містер Джінглс зник 30 років тому після того, як його затягли в озеро, і з тих пір більше ніхто його не бачив. Вони розповідають про те, що сталося в 1989 році. Щоб запобігти подальшим смертям, Тревор за допомогою автобуса перекрив в'їзд в табір «Редвуд» для учасників і відвідувачів фестивалю. Через це Маргарет смертельно ранить Тревора за межами табору і залишає його помирати, але з'являється Брук і допомагає Тревору піднятися і дошкандибати до території табору, щоб він міг після смерті стати примарою. Брюс переслідує дівчину, яка повинна стати його сьомою жертвою, але його ранить привид Тревора і виштовхує з території табору. Мертві вожаті вирішують, що єдиний спосіб зупинити Раміреса — це вартувати його і вбивати знову і знову, чим вони і займаються протягом останніх тридцяти років. У 2019 році Рамірес знову воскресає і вступає в бійку з Боббі, однак вожаті приходять йому на допомогу. Монтана відправляє Боббі в психіатричну лікарню шукати відповіді про батька і події в таборі. Там він знайомиться з Донною, яка розповідає, що в 1989 році примари жорстоко вбили Маргарет, розчленувавши її в дробарці. Донна і Боббі вистежують поштове відділення, звідки приходили грошові перекази для Боббі, і виявляють цілу та неушкоджену Брук, якій вдалося вижити завдяки допомозі Рея. Боббі знову повертається в табір «Редвуд», де привид Маргарет намагається вбити його, але Ріхтер рятує сина. Боббі зі сльозами на очах розлучається зі своєю сім'єю.